# Aviron Majolan
 (septembre 2023).
Si vous disposez d'ouvrages ou d'articles de référence ou si vous connaissez des sites web de qualité traitant du thème abordé ici, merci de compléter l'article en donnant les références utiles à sa vérifiabilité et en les liant à la section « Notes et références ».
Maillots
Dernière mise à jour : 02 janvier 2022.
L'Aviron Majolan est un club d'aviron français, fondé en 1953, situé à Meyzieu en région Auvergne-Rhône-Alpes. Il se trouve au bord du réservoir du Grand-Large.
L'association est rattachée à la Fédération française d'aviron (FFA) depuis 1973. Il existe neuf clubs d'aviron à Lyon ou autour de Lyon.

## Histoire

### Avènement de l'aviron dans la Région Lyonnaise
C'est en 1854 qu'est créée la première Société des Régates Lyonnaises par les canotiers lyonnais dans un but d'« encourager et développer le goût des exercices nautiques, le progrès dans la construction des embarcations, et prêter son concours à l'administration pour organiser des régates et des fêtes »,.
En 1879 apparaît une nouvelle société : le Club nautique de Lyon (CNL). Puis l'Union Nautique de Lyon (UNL) voit le jour en 1880 portant à trois le nombre de sociétés d'aviron lyonnaise. En 1886, un « Boat Club » est créé au sein du CNL portant à quatre le nombre de clubs à Lyon.
Pendant cette période, et afin de réglementer l'organisation des régates et courses diverses, la Fédération internationale des sociétés d'aviron (FISA) est créée en 1892, puis, en 1894, la Fédération française des sociétés d'aviron (FFSA). À cette époque, aucun code de courses n'est en vigueur, les règlements de régates diffèrent d'un organisateur à l'autre.
La Guerre de 1914 interrompt les activités des sociétés nautiques alors au nombre de quatre.
Depuis, cinq autres club ont vu le jour : l'Aviron majolan en 1953, l'Aviron décinois en 1970 (création en 1928 des Sauveteurs volontaires décinois), la Société nautique de Sauvetage de Saint-Fons en 2001, l'Association sportive universitaire lyonnaise en 2001 et le Pôle France et espoir Lyon.

### Les dates de l'Aviron Majolan

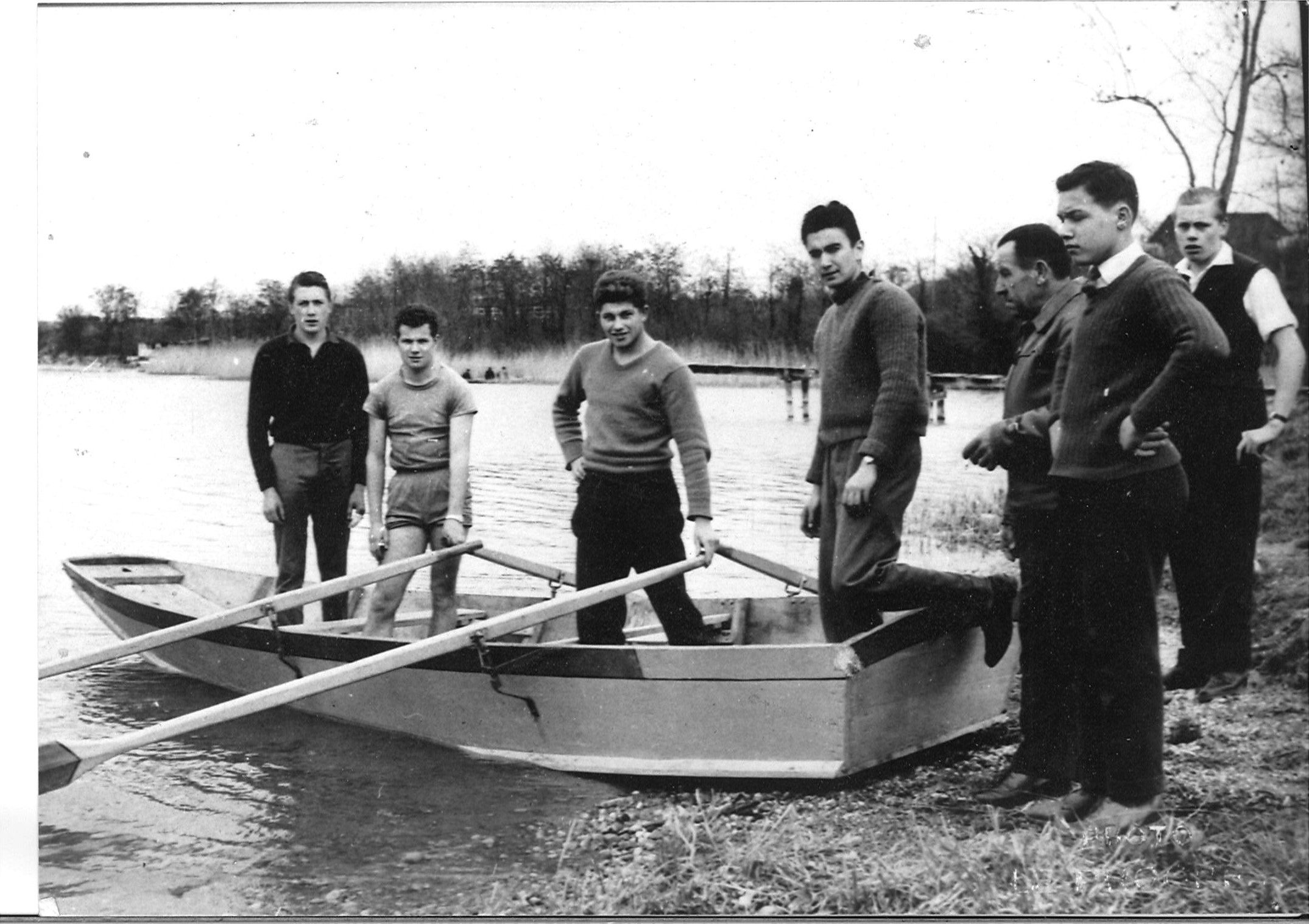
Barque de la Société Nautique Majolane

Le 6 mai 1953, c'est la création de la Société nautique majolane (SNM), inscrite sous le no 1711 avec insertion au Journal officiel no 4616 du 21 mai, et dont le siège social est situé à la mairie de Meyzieu. Le premier président élu le 13 juin 1953 est Marcel Rives. À sa création en 1953, le club a pour but initial de porter secours aux personnes en difficulté sur le plan d'eau. Il s'y pratique plutôt de la barque. Le 12 juillet 1959, la Société nautique majolane est affiliée à la Fédération française de joute et de sauvetage nautique (FFJSN).

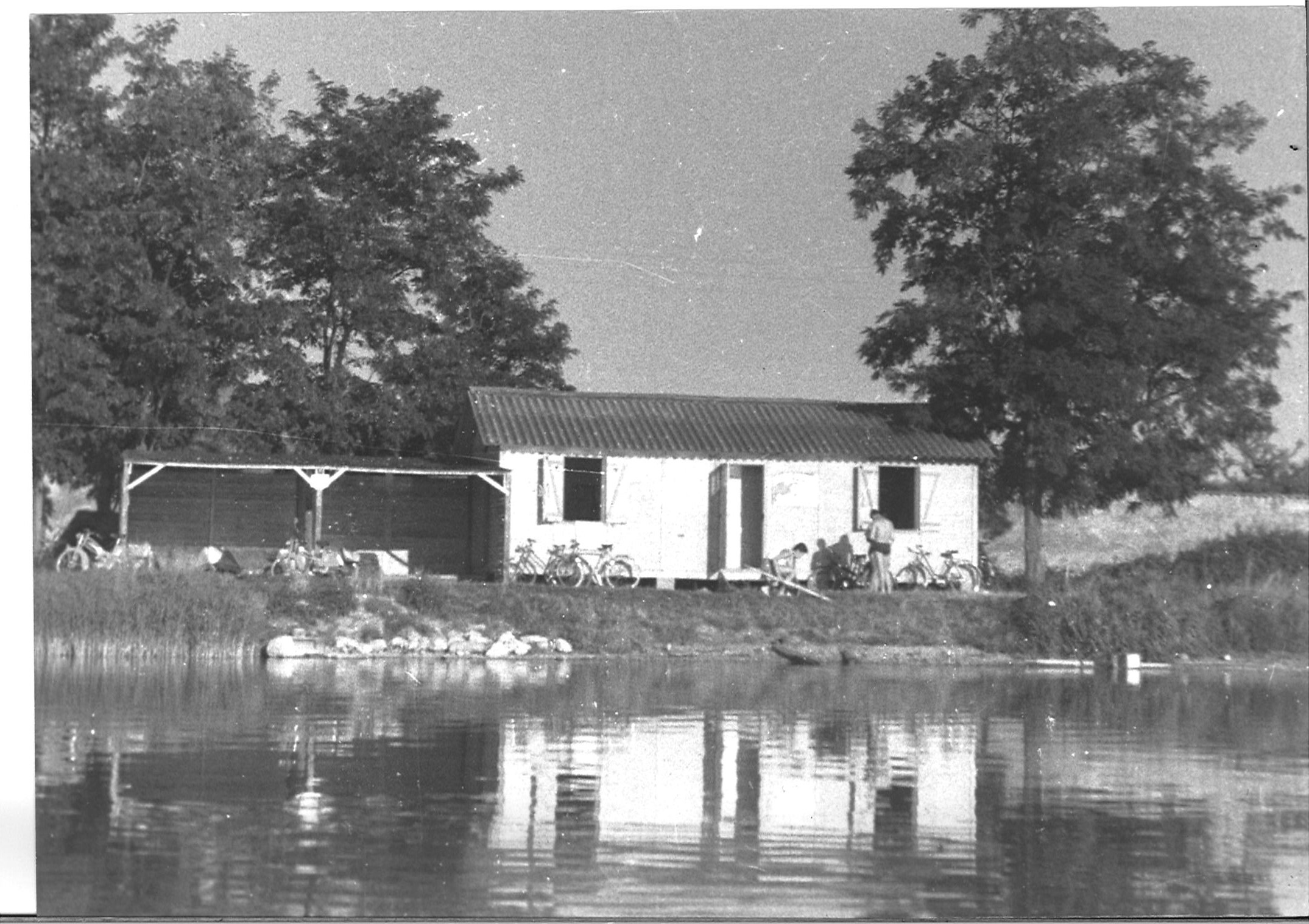
Premier bâtiment de la Société Nautique Majolane

Le 28 août 1960, un premier titre de champion de France en barque est obtenu par un membre du club : Jacky Turrel.
Le 7 novembre 1961, la Société nautique majolane change de nom et devient l'Association des sauveteurs volontaires de Meyzieu.
Le 20 mars 1966, un inventaire est fait : la société possède alors huit barques.
Le 17 juillet 1966, seize sauveteurs réalisent une décize de 75 km de Montalieu à Meyzieu.
Le 8 septembre 1966, l'association reçoit l'agrément ministériel jeunesse et sport no 38 S 32 de l'Académie de Grenoble, pour la pratique de la natation et du sauvetage.
Le 7 juillet 1968, à l'occasion du 15e anniversaire, l'association organise un critérium de sauvetage nautique et des éliminatoires des championnats de France de joute.
Le  23 mars 1973, l’assemblée générale entérine la création d’une section Aviron, et l’affiliation à la Fédération française des sociétés d’aviron. Le premier bateau d' aviron est acheté. L’engouement suscité par cette nouvelle activité fait passer le nombre d’adhérents de 30 à 80.
Le 8 mars 1974 : du fait de l’activité nouvelle aviron, le club reprend le titre de Société nautique majolane. Le 5 juillet 1974, la couleur des pelles est arrêtée : jaune avec deux bandes rouges. Le 7 mai 1976, le club décide de résilier son affiliation à la Fédération française de joutes et sauvetage nautique, et en juin 1978, c'est l'ouverture d'une section féminine aviron.
Le 5 novembre 1988, l'appellation est une nouvelle fois modifiée. La Société nautique majolane devient Aviron majolan.
En 1994, l'Aviron majolan acquiert le label fédéral École française d'aviron. En 1995, elle obtient le label 3 étoiles. Cette même année, Rémi Revellin devient vice-champion du monde junior, c'est la première médaille aux championnats du Monde pour un membre du club.
En 2000, pour la première fois, un rameur du club remporte cette fois une médaille olympique. Thibaud Chapelle remporte la médaille de bronze lors des Jeux olympiques de Sydney en deux de couple poids légers, associé à Pascal Touron. Dans la continuité, en 2008 , Jonathan Coeffic est médaillé de bronze en quatre de couple toutes catégories aux Jeux olympiques de Pékin. Petit à petit, les rameurs majolans s'imposent et ils continuent à s'afficher sur les podiums nationaux et internationaux.
Aujourd'hui, le club possède environ 150 coulisses pour un effectif annuel moyen de 200 adhérents et un effectif pour des activités sur une courte durée de 300 adhérents.

## Pratiques
Il existe deux types de pratique : l'une dite « aviron de rivière », c'est-à-dire que l'activité est pratiquée sur les plans d'eau dits intérieurs comme les lacs, rivières, etc., et une pratique dite « aviron indoor » sur les ergomètres (ou rameurs) comme l'AviFit ou le Rowning. L'aviron se pratique dès l'âge de dix ans pour des raisons physiques : ce sport demande de savoir synchroniser les actions des jambes et des bras.
L'Aviron majolan offre des pratiques diverses : scolaires, compétitions, loisirs, formation pour les universitaires et scolaires, accueil d'entreprises, plus récemment (en 2018), aviron santé puis Aviron fitness (ou AviFit) en 2019. Afin de féminiser ce sport, plusieurs événements sont labellisés Aviron féminin.

### Aviron ou Aviron de rivière
Les rameurs sont encadrés par des entraîneurs diplômés du BPJEPS aviron, au nombre de cinq en 2017, assistés par de nombreux bénévoles titulaires des diplômes initiateurs ou éducateurs.
À l'Aviron majolan, la compétition se pratique dès le plus jeune âge et jusqu'à un âge avancé. Plusieurs rameurs ont remporté des titres olympiques ou de championnat du Monde. Le club organise lui-même deux manifestations tous les ans : le championnat du Rhône/Métropole de Lyon d'aviron indoor depuis 2009 qui est une évaluation fédérale à l’ergomètre et une régate pour les minimes.
À partir de 18 ans, le club propose au débutant de s'inscrire en école d'aviron pour apprendre le geste du rameur. L'École d'aviron du club est labellisée 3 étoiles. Après passage des niveaux « aviron de bronze » et « aviron d'argent », le rameur peut alors intégrer le groupe Loisirs : après quelques séances d’entraînement complémentaires pour acquérir un niveau de forme suffisant, il est possible de participer aux randonnées proposées en France et à l'étranger.
L'Aviron majolan s'implique pour faire découvrir l'aviron  en proposant dès la classe de CM 2 le Majopass aux élèves de Meyzieu, en accueillant des classes de collège ou de type EPIDE, de lycée professionnel comme le lycée de l'automobile et enfin en gérant des sections associatives universitaires comme celle de l'École centrale de Lyon. L'Aviron majolan a notamment mis en place pendant quelques années le programme national de la Fédération française d’aviron « Rame en 5e » impliquant les collèges du secteur.
Afin de non seulement faire connaître l'aviron, mais également pour aider à son financement, l'Aviron majolan se lance dans l'accueil d'entreprises avec la création d'un challenge interentreprises, l'accueil de journées entreprises et plus récemment la création d'un Club de partenaires en mai 2016.   

### Aviron de randonnée
Le groupe loisirs prépare les rameurs à l'activité de randonnée. Sur un ou plusieurs jours, les rameurs découvrent les itinéraires des randonnées organisées par les clubs d'aviron. Ces randonnées font au moins  au moins 20km et se pratiquent le plus souvent en yolette. En France, les circuits proposés dans le guide Randon’Aviron sont labellisés par la Fédération Française d'Aviron.
Un classement des clubs est réalisé.
- Année 2017 : 8ème Club Français avec 3484 km sur 45 clubs classés et participation à 19 randonnées
- Année 2016 : 18e Club Français sur 39 clubs classés avec 1892 km et participation à 11 randos (23 rameurs différents)
- Année 2015 : 15e Club Français sur 42 clubs classés avec 2872 km et participation à 12 randos
- Année 2014 : 21e Club Français sur 39 clubs classés avec 1899 km et participation à 9 randos
- Année 2013 : 26e Club Français sur 39 clubs classés avec 1332 km et participation à 7 randos

### Aviron féminin
Depuis plusieurs années, l'Aviron majolan œuvre pour le développement de la pratique féminine. Ainsi, après l'organisation annuelle de journées à destination des jeunes filles scolarisée, est créée en 2016 une journée ouverte à toutes : la journée « Toutes à l'aviron ».
En 2017, cette journée est labellisée dans le cadre du challenge  « Dame de Nage 2017 » proposé par la FFA.
Les actions portent leur fruit, voici quelques chiffres de l'évolution du nombre d'adhérentes à l'Aviron Majolan.
- saison 2014-2015 : 29,1 %
- saison 2015-2016 : 30,8 %
- saison 2016-2017 : 37,3 %
- saison 2017-2018 : 42,4 %
- saison 2018-2019 : 45,7 % (soit 184 licenciées)
- saison 2020-2021 : 42%
- saison 2020-2021 : 47%

### Aviron Indoor: Championnat Indoor, AviFit et Rowning

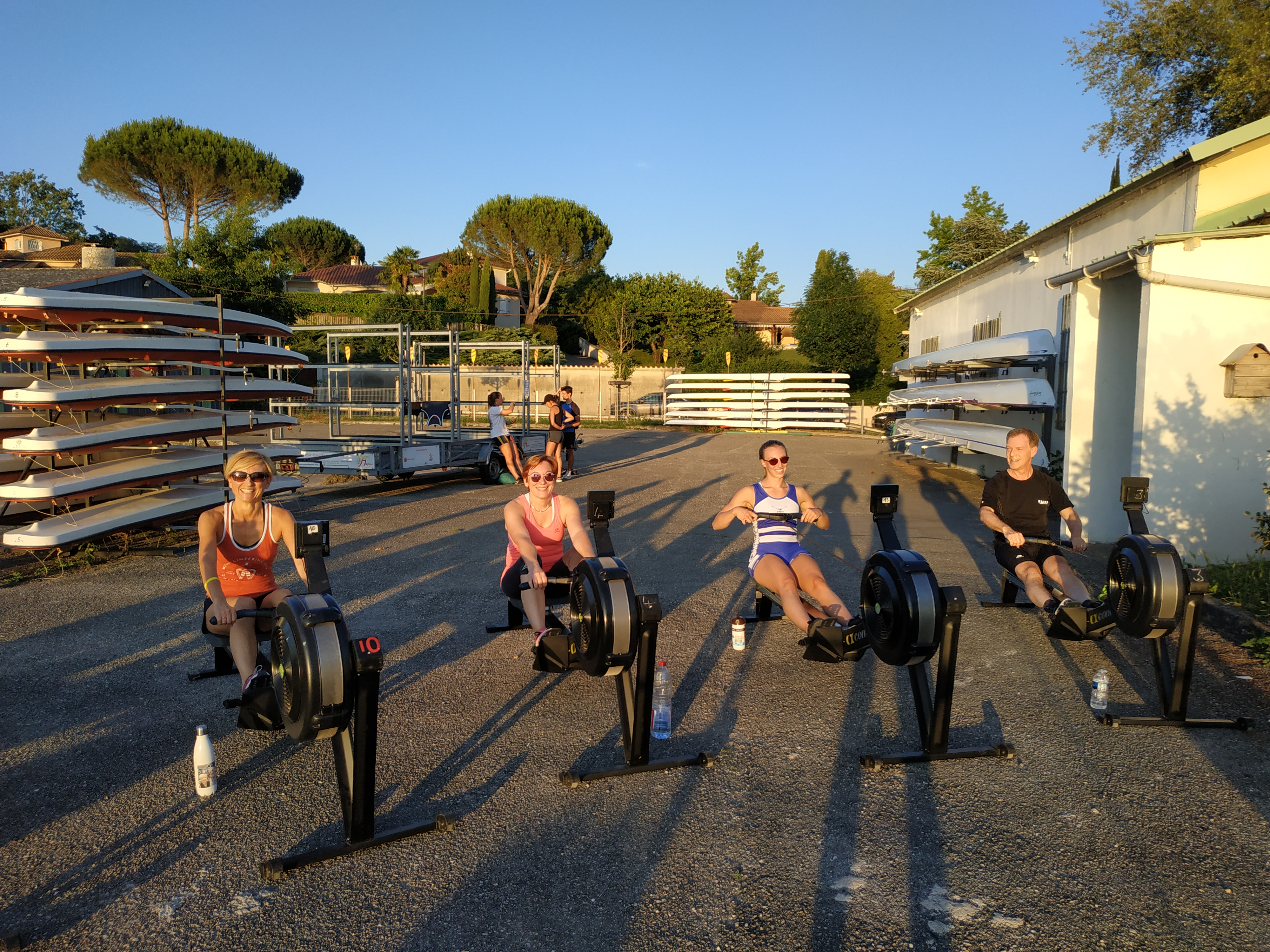
Séance d'AviFit en mode Coucher de soleil à l'Aviron Majolan

Le club organise depuis 2009 une évaluation fédérale à l’ergomètre : le championnat du Rhône/Métropole de Lyon d'aviron indoor.
Le lancement de la section AviFit a lieu début 2019 : activité de Fitness sur ergomètre. L'AviFit est un programme fédéral de la Fédération française d'aviron créé en 2013.
Plusieurs coaches ont été formés spécifiquement à l'encadrement de cette activité. En 2020, l'AviFit en extérieur est privilégié en mode « coucher de soleil » afin de respecter les conditions sanitaires imposées par l'épidémie de Covid-19. À partir de 2022, l'offre de pratique d'aviron indoor est complétée par des séances de Rowning.

## Événements organisés
Tout au long de l'année, l'Aviron majolan organise des événements pour le grand public notamment dans le cadre des manifestations organisées conjointement avec la commune de Meyzieu : elle participe à la Fête du nautisme et à d'autres manifestations locales comme la Fête du vélo ; enfin l'Aviron majolan essaie de démocratiser la pratique de l'aviron en organisant des Portes ouvertes, et en mettant en place des stages d'été d'initiation et de perfectionnement pour adultes et enfants à partir de dix ans.

## Les présidents du club
- Marcel Rives de 1953 à 1954

- Marcel Gourjux de 1959 à 1977

- Jacky Pedrinis de 1978 à 1981

- Daniel Pedrinis de 1982 à 2005

- Claudine Rosset de 2006 à 2012

- Rémi Revellin de 2013 à juin 2020

- Cécile Bécarie et Stéphane Constanza, de juin 2020 à octobre 2024
- Julien Gadoud depuis octobre 2024

## Les entraîneurs
- Sergueï Guerachtchenko en 2000
- Nicolas Finez depuis 2009 jusqu'en juillet 2018,
- Maxime Demontfaucon de 2013 à juillet 2022
- Alexandre Cagnin jusqu'à fin juin 2018,
- Yoan Picard de septembre 2018 jusqu'à fin novembre 2018,
- Thibault Remy jusqu'à fin août 2020,
- Simon Jullia de 2019 à septembre 2022

## Rameurs titrés
Les rameurs passés par le club et ayant obtenu des titres significatifs sont : 
- Alexandre Pilat[15] : 
  - Médaille d'argent en quatre de couple poids léger aux Championnats du monde 2010 à Karapiro en Nouvelle-Zélande ;
  - Médaille d'argent en deux de couple poids léger au Championnat du monde U23 d'Aviron 2011 à Amsterdam (Pays-Bas).

- Jonathan Coeffic[16] : 
  - Médaille d’argent en quatre de couple aux Championnats du monde d'aviron 2007 à Munich (Allemagne) ;
  - Médaille de bronze en quatre de couple aux Jeux olympiques d'été de 2008 à Pékin (Chine).

- Linda Bredel :
  - Médaille de bronze sur 2 000 mètres au Championnat du monde Indoor 2020 à Paris (World Rowing Indoor Championships (WRICH) en seniors femmes poids légers 40-49 ans ;
  - Médaille d’argent sur le 500 mètres FPL 40-49 ans au Championnat du monde indoor 2021 à Paris (WRICH) ;
  - Médaille de bronze sur 2000 mètres au Championnat du monde Indoor 2021 (WRICH) en seniors femmes poids légers 40-49 ans .

- Maxime Demontfaucon[17],[18] : 
  - Médaille d’or en quatre de couple aux Championnats du monde d'aviron 2015 au lac d'Aiguebelette (France) ;
  - Médaille d’argent en quatre de couple aux Championnats du monde d'aviron 2016 à Rotterdam (Pays-Bas) ;
  - Médaille d’argent en quatre de couple lors de la troisième manche de la Coupe du monde 2017 à Lucerne (Suisse) ;
  - Médaille d'or[19] en quatre de couple aux Championnats du monde d'aviron 2017 à Sarasota (Floride, États-Unis).

- Merlène Eychenne :
  - Médaille d'argent au championnat du monde indoor 2020 à Paris[20] ;
  - Médaille d'argent au championnat du monde sur 500 mètres en seniors femmes poids légers moins de 23 ans.

- Rémi Revellin[21],[15] : 
  - Médaille d'argent en quatre de couple aux Championnats du monde juniors d'aviron 1995 à Poznań (Pologne) ;
  - Médaille d'argent en quatre de couple aux Championnats du monde d'aviron 1996 à Stathclyde (Écosse).

- Thibaud Chapelle :
  - Médaille de bronze en deux de couple poids légers aux Jeux olympiques d'été de 2000 à Sydney (Australie) ;
  - Médaille de bronze en deux de couple poids légers aux Championnats du monde d'aviron 2001 à Lucerne (Suisse).

- Thibault Remy[22]:
  - Médaille d’or en quatre de couple poids léger (BLM4x) au Championnat du monde U23 d'Aviron 2015 à Plovdiv (Bulgarie) ;
  - 7e en quatre de couple poids léger (BLM4x) au Championnat du monde U23 d'Aviron 2016 à Rotterdam (Pays-Bas).

## Classements
|                     | 2015 | 2016 | 2017 | 2018 | 2019 | 2020 | 2021 |
| ------------------- | ---- | ---- | ---- | ---- | ---- | ---- | ---- |
| Classement général  | 39   | 33   | 24   | 23   | 41   | -    |      |
| Classement masculin | 27   | 23   | 23   | 28   | 40   | -    |      |
| Classement féminin  | 72   | 68   | 34   | 25   | 30   | -    |      |
| Classement senior   | 32   | 25   | 27   | 27   | 34   | -    |      |
| Classement jeunes   | 104  | 29   | 20   | 73   | 49   | -    |      |
| Classement J18      | NC   | 91   | 18   | 20   | 22   | -    |      |
| Classement J16      | 34   | 33   | 44   | 44   | 51   | -    |      |
| Classement indoor   |      |      |      |      |      | 8    | 3    |

Du fait de la crise de la COVID-19, seul un classement de l'aviron indoor est disponible pour 2020.

### Liens Externes
- Site officiel
- Ressources relatives aux organisations :   - SIREN
  - Répertoire national des associations